# Karina Lipiarska
Karina Lipiarska-Pałka (Cracovia, 16 de febrero de 1987) es una deportista polaca que compitió en tiro con arco, en la modalidad de arco recurvo.
Ganó tres medallas en el Campeonato Mundial de Tiro con Arco en Sala entre los años 2005 y 2016, y una medalla de bronce en el Campeonato Europeo de Tiro con Arco al Aire Libre de 2014.

## Palmarés internacional
| Campeonato Mundial en Sala       | Campeonato Mundial en Sala | Campeonato Mundial en Sala | Campeonato Mundial en Sala |
| Año                              | Lugar                      | Medalla                    | Prueba                     |
| -------------------------------- | -------------------------- | -------------------------- | -------------------------- |
| 2005                             | Aalborg (Dinamarca)        | Medalla de bronce          | Equipo                     |
| 2014                             | Nimes (Francia)            | Medalla de bronce          | Equipo                     |
| 2016                             | Ankara (Turquía)           | Medalla de plata           | Equipo                     |
| Campeonato Europeo al Aire Libre |                            |                            |                            |
| Año                              | Lugar                      | Medalla                    | Prueba                     |
| 2014                             | Echmiadzin (Armenia)       | Medalla de bronce          | Equipo                     |